# 齊藤拓也
齊藤 拓也（さいとう たくや、1999年8月17日 - ）は、東日本トップクラブリーグ桐生ラガーズに所属するラグビー選手。

## プロフィール
- 群馬県出身[1]。
- ポジションはウィング(WTB)、フルバック(FB)。
- 身長 175cm、体重 80kg
- 7人制日本代表に選ばれたことがある[2]。

## 略歴
明和県央高校、東海大学中退後、2020年、ライオンファングスに加入。
2022年、秋田ノーザンブレッツラグビーフットボールクラブに加入。
2023年、オールドボーイズ・マリストクラブに移籍。同年9月、秋田ノーザンブレッツラグビーフットボールクラブに再加入。
2024年、桐生ラガーズに加入。